# Liste der Ministerpräsidenten des Sudan
Dies ist eine Liste der Ministerpräsidenten des Sudan seit der Unabhängigkeit 1956. Das Amt wurde 1989 abgeschafft und wurde 2017 neu geschaffen.
| Name                      | Daten der Ministerpräsidentschaft | Daten der Ministerpräsidentschaft | Daten der Ministerpräsidentschaft                                    |
| Name                      | Beginn                            | Ende                              | Beendigungsgrund                                                     |
| ------------------------- | --------------------------------- | --------------------------------- | -------------------------------------------------------------------- |
| Ismail al-Azhari          | 6. Januar 1954                    | 5. Juli 1956                      |                                                                      |
| Abdullah Chalil           | 5. Juli 1956                      | 17. November 1958                 | Putsch                                                               |
| Ibrahim Abbud             | 18. November 1958                 | 30. Oktober 1964                  |                                                                      |
| Sirr al-Chatim al-Chalifa | 30. Oktober 1964                  | 2. Juni 1965                      |                                                                      |
| Muhammad Ahmad Mahdschub  | 10. Juni 1965                     | 25. Juli 1966                     |                                                                      |
| Sadiq al-Mahdi            | 27. Juli 1966                     | 18. Mai 1967                      |                                                                      |
| Muhammad Ahmad Mahdschub  | 18. Mai 1967                      | 25. Mai 1969                      |                                                                      |
| Babiker Awadalla          | 25. Mai 1969                      | 27. Oktober 1969                  | Putsch                                                               |
| Dschafar an-Numairi       | 28. Oktober 1969                  | 11. August 1976                   |                                                                      |
| Raschid Bakr              | 11. August 1976                   | 10. September 1977                |                                                                      |
| Dschafar an-Numeiri       | 10. September 1977                | 6. April 1985                     | Putsch                                                               |
| al-Dschazuli Dafallah     | 22. April 1985                    | 6. Mai 1986                       |                                                                      |
| Sadiq al-Mahdi            | 6. Mai 1986                       | 30. Juni 1989                     | Putsch                                                               |
| Amt abgeschafft           | 30. Juni 1989                     | 2. März 2017                      |                                                                      |
| Bakri Hassan Saleh        | 2. März 2017                      | 9. September 2018                 |                                                                      |
| Moutaz Mousa Abdallah     | 9. September 2018                 | 23. Februar 2019                  |                                                                      |
| Mohamed Tahir Ela         | 23. Februar 2019                  | 11. April 2019                    | Putsch                                                               |
| Abdalla Hamdok            | 21. August 2019                   | 2. Januar 2022                    | Rücktritt (vom 25. Okt. bis 21. Nov. 2021 wegen Putsch nicht im Amt) |
| Osman Hussein             | 19. Januar 2022                   | 30. April 2025                    |                                                                      |
| Dafallah al-Haj Ali       | 30. April 2025                    | 19. Mai 2015                      |                                                                      |
| Kamil Idris               | 19. Mai 2025                      |                                   |                                                                      |